# Heuvel (Meierijstad)
Heuvel (Veghels dialect: d'n Heuvel) is een buurtschap  in de Noord-Brabantse gemeente Meierijstad.

## Ligging
De buurtschap Heuvel is gelegen ten zuidoosten van de kern Veghel. Grootste concentratie bebouwing van de Heuvel ligt van oudsher aan de kruising met de oude weg naar  Erp. De buurtschap ligt in het gebied, dat van oudsher Davelaar genoemd werd.

## Geschiedenis
Heuvel wordt in 1394 vermeld als Den Hoevel. Mogelijk verwijzend naar het leengoed Heuvel. Het gehucht dankt haar naam hoogstwaarschijnlijk aan de dekzandrug, waarop het gelegen is. Heuvel is echter veel ouder. In 1981 werden ten noorden van Heuvel vuurstenen afslagen uit het Neolithicum gevonden. Ook dateert gevonden aardewerk uit de vroege en late Middeleeuwen op oudere bewoning. Het gehucht bestond vroeger uit verspreid gelegen boerenhoeven. Het landschap rond het gehucht was typisch Meierijs, met kleinschalige akkers, houtwallen en her en der typische bolle akkercomplexen. Relicten daarvan zijn heden ten dage nog altijd aan te treffen.

## Ontwikkelingen
Momenteel zijn er uitbreidingsplannen van Veghel-zuidoost die het totale gebied van het Heuvel behelzen.

### Themapark Garages
Het Heuvelplein is een autoboulevard met garagebedrijven en showrooms. De autoboulevard grenst ten noorden aan de N265 en ten westen aan de N616. Het terrein is 4 hectare groot (3 ha netto) en telt 5 bedrijven die goed zijn voor 74 arbeidsplaatsen. Ten westen van de N616, aan de overzijde van de autoboulevard, zijn ook nog enkele autogerelateerde bedrijven gevestigd die echter geen onderdeel uitmaken van het plangebied.

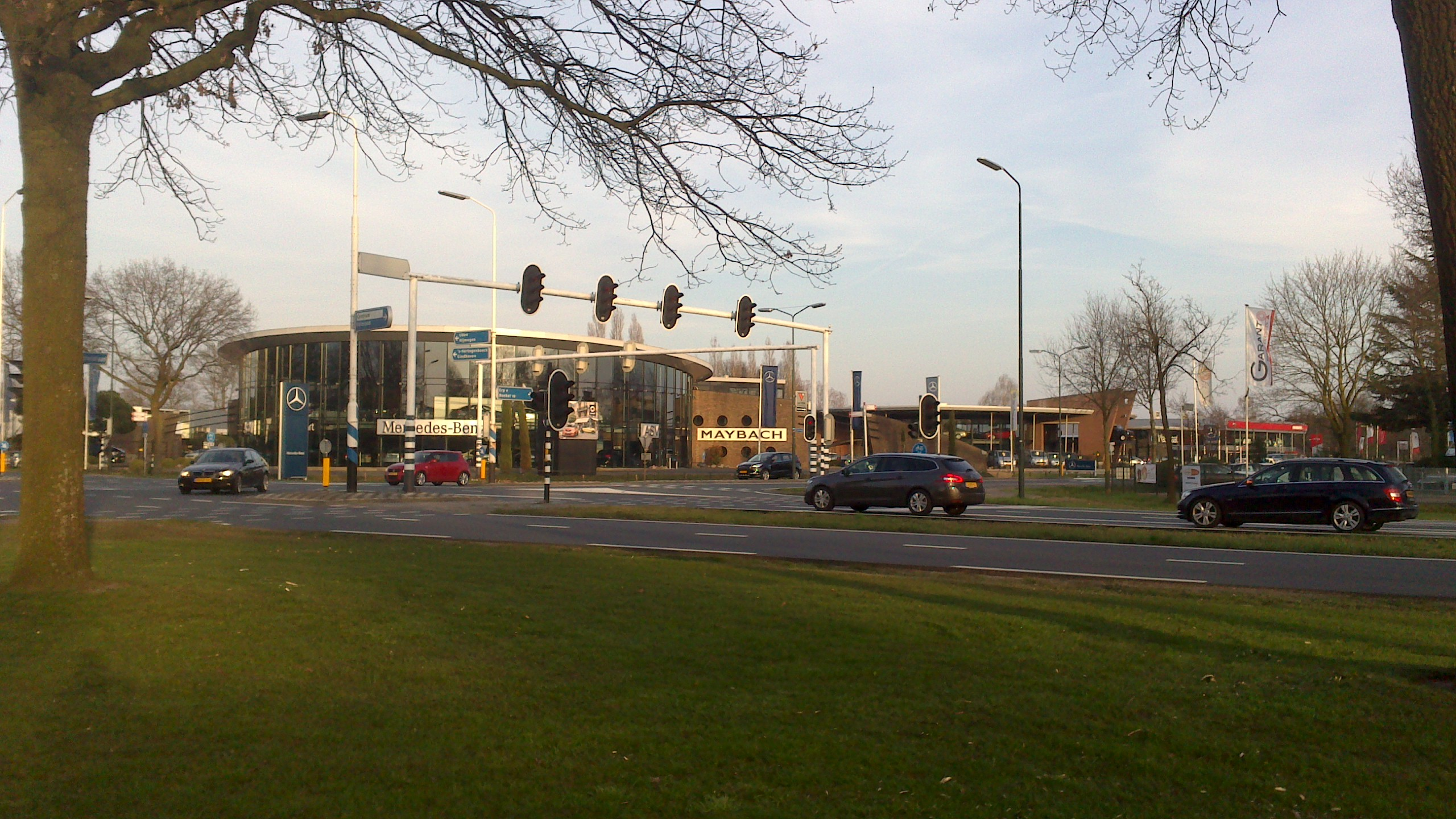
De autoboulevard gezien vanaf de N265